# František Laudát
František Laudát (* 13. března 1960 Ledeč nad Sázavou) je bývalý český politik TOP 09 (a ještě dříve za ODS), v letech 2006 až 2017 poslanec Poslanecké sněmovny PČR, od prosince 2015 do dubna 2017 předseda Poslaneckého klubu TOP 09 a Starostové, bývalý předseda pražské organizace TOP 09.

## Život
První stupeň základní školy vychodil v obci Rejčkov, kde bydlel. Od šesté třídy dojížděl do rodné Ledče nad Sázavou. Zde také vystudoval v období let 1975–1979 gymnázium. Následně do roku 1984 studoval Elektrotechnickou fakultu ČVUT v Praze. Poté pracoval ve Fyzikálním ústavu Československé akademie věd. V sektoru polovodičů se František Laudát v pozici vědeckotechnického pracovníka věnoval výzkumu polovodičových krystalů A III B V. V akademii jeho angažmá skončilo v dubnu 1993. Asi od roku 1987 do roku 1993 paralelně v pozici asistenta vyučoval základní kurzy fyziky v I. a II. ročníku Stavební fakulty ČVUT. Po krátkém tříměsíčním působení na Ministerstvu dopravy ČR nastoupil František Laudát do pozice asistenta náměstka primátora hlavního města Prahy. Generální ředitel Národního muzea Michal Lukeš jej roku 2017 vybral, aby dohlížel na rekonstrukci historické budovy Národního muzea. V Národním muzeu působí nadále v kanceláři generálního ředitele. Od roku 2020 zaměstnán v Národním památkovém ústavu.

## Politické působení
Dlouhodobě působí v pražské místní politice, byl ředitelem Obecního domu, kam ho jmenovala začátkem ledna 1995 Rada hlavního města Prahy. V komunálních volbách roku 1994 byl zvolen do zastupitelstva hlavního města Praha za ODS (tento post ovšem kvůli střetu zájmů musel opustit). Zvolen sem byl v komunálních volbách roku 1998 a komunálních volbách roku 2002. Asi šest let řídil Výbor dopravy ZHMP. Patří k zakladatelům Pražské integrované dopravy, optické telekomunikační sítě PRAGONET, prosadil řadu dopravních projektů, např. staveb městského silničního okruhu (Mrázovka), i např. tramvaj na Barrandov. V letech 1999 až 2000 měl na starosti dostavbu Kongresového centra Praha před zasedáním MMF a SB v roce 2000.
Začátkem ledna 1995 ho rada hlavního města Prahy jmenovala ředitelem Obecního domu v Praze. V pozici investora řídil obnovu této významné secesní památky, její znovuuvedení do provozu i následný provoz. Ve funkci ředitele Obecního domu působil až do 15. září 2006. Za tu dobu Obecní dům uspořádal cca 60 výstav, vydal více než 40 knižních titulů a vyprodukoval více než 10 filmových dokumentů. Je autorem Průvodce Obecním domem a spolutvůrcem zmíněných filmových projektů.
Ve volbách v roce 2006 byl zvolen do poslanecké sněmovny za ODS (volební obvod Praha). Působil ve sněmovním výboru pro sociální politiku a v petičním výboru. Poslanecký mandát obhájil ve volbách v roce 2010, nyní již za TOP 09. Byl místopředsedou poslaneckého klubu TOP 09, místopředsedou hospodářského výboru sněmovny, členem kontrolního výboru, petičního výboru a rozpočtového výboru. Předsedal Podvýboru pro důchodovou reformu a byl členem podvýborů pro dopravu, odpadové hospodářství a globální změny klimatu, Výboru petičního a Výboru pro sociální politiku Poslanecký mandát za TOP 09 obhájil také ve volbách v roce 2013. V letech 2013 až 2015 byl místopředsedou poslaneckého klubu TOP 09, dále působí jako místopředseda hospodářského výboru sněmovny, také je členem petičního a rozpočtového výboru Poslanecké sněmovny ČR.
Mimo jiné je členem poradního sboru pro rekonstrukci Národního muzea, od roku 2003 pravidelně zasedá v komisi soutěže Dopravní stavba roku. Nedávno vyšla jeho publikace o těchto stavbách, stejně jako publikace o architektonických projektech obdobné soutěže. V roce 2006 po odchodu z Obecního domu založil malostranskou kulturní společnost, jejíž první akcí byla výstava fotografií ke stému výročí narození herečky Jarmily Novotné.
Byl předsedou organizace TOP 09 v Praze. Po komunálních volbách v roce 2010 vedl jednání mezi TOP 09, ODS a ČSSD o budoucí koalici na pražském magistrátu. Sám ale do zastupitelstva hlavního města nekandidoval. Následně strana TOP 09 zůstala v opozici, protože došlo k uzavření koalice ODS a ČSSD. Ve funkci předsedy pražské TOP 09 byl potvrzen v září 2011.
Dne 8. prosince 2015 byl zvolen novým předsedou Poslaneckého klubu TOP 09 a Starostové, když se uvolnilo místo po Miroslavu Kalouskovi, který byl na konci listopadu téhož roku zvolen předsedou TOP 09 (předsedové stran a klubů mají totiž ve Sněmovně přednostní právo na vystoupení). Laudát se tak stal i součástí předsednictva TOP 09. Na post předsedy poslaneckého klubu rezignoval v dubnu 2017, jelikož se rozhodl, že již nebude obhajovat poslanecký mandát a považoval za vhodné, aby tento post zastával někdo, kdo ve volbách do Poslanecké sněmovny PČR v říjnu 2017 kandidovat bude. Nahradil jej Michal Kučera.
Na jaře 2018 na vlastní žádost ukončil členství v TOP 09.
V říjnu 2019 byl zvolen novým předsedou KANu (Klubu angažovaných nestraníků).
V komunálních volbách v září 2022 byl za KAN na druhém místě kandidátní listiny koalice Strany soukromníků ČR, Koruny české, Konzervativní strany a Klubu angažovaných nestraníků do Zastupitelstva hlavního města Prahy, a z této kandidátní listiny získal nejvíce hlasů, tato koalice však získala pouze 0,22 % hlasů, a tedy z ní nikdo nebyl zvolen.
Ve volbách do Evropského parlamentu v červnu 2024 kandidoval jako člen strany na 2. místě kandidátky KAN. Hnutí však získalo pouze 0,15 % hlasů a zvolen tak nebyl.